# Meragisa
Meragisa är ett släkte av fjärilar. Meragisa ingår i familjen tandspinnare.

## Dottertaxa tillMeragisa, i alfabetisk ordning[1]
- Meragisa albescens
- Meragisa alsopia
- Meragisa arenosa
- Meragisa argentata
- Meragisa arida
- Meragisa basifera
- Meragisa boliviana
- Meragisa caeca
- Meragisa camiola
- Meragisa caulina
- Meragisa cloacina
- Meragisa darida
- Meragisa dasra
- Meragisa dejecta
- Meragisa euthymia
- Meragisa glacidia
- Meragisa inalbata
- Meragisa innoxia
- Meragisa julia
- Meragisa limosa
- Meragisa lucedia
- Meragisa marcata
- Meragisa medionigra
- Meragisa methosema
- Meragisa mochosema
- Meragisa montana
- Meragisa mucidara
- Meragisa nicolasi
- Meragisa pallida
- Meragisa phastioides
- Meragisa politia
- Meragisa politioides
- Meragisa polycarpa
- Meragisa proxima
- Meragisa pseudothia
- Meragisa rahulana
- Meragisa rufipuncta
- Meragisa salvina
- Meragisa seitzi
- Meragisa semifulva
- Meragisa siavina
- Meragisa sidata
- Meragisa simeona
- Meragisa sindana
- Meragisa submarginata
- Meragisa thryeston
- Meragisa toddi
- Meragisa valdiviesoi
- Meragisa vistara